# Richard Moody
El mayor general Richard Clement Moody (Bridgetown, Barbados, 13 de febrero de 1813; Bournemouth, Inglaterra, 31 de marzo de 1887) fue un teniente-gobernador, y más tarde el primer gobernador británico de las Islas Malvinas, y el primer teniente gobernador de la Colonia de la Columbia Británica. Mientras servía en virtud de estos cargos, se seleccionaron los sitios de las nuevas capitales, Puerto Stanley y New Westminster, respectivamente. Moody también era un coronel de los Ingenieros Reales, y era el comandante del Destacamento de Columbia, la fuerza que fue llevada para establecer el orden británico durante la Fiebre del oro del cañón del Fraser.

## Inicios de su carrera
Moody nació en St Ann's Garrison, Barbados, Indias Occidentales, siendo el hijo de un ingeniero real y administrador de la Oficina Colonial. Cuando tenía catorce años, se matriculó en la Real Academia Militar de Woolwich y en 1830 fue encargado como segundo teniente en la Royal Engineers. Sirvió en Irlanda y en las Antillas antes de regresar a la Academia para dar clases en las fortificaciones.

## Islas Malvinas
En 1841, Moody fue nombrado teniente de gobernador de las Islas Malvinas, en litigio con Argentina. Él escribió un informe sobre las islas que, no le dio mucha atención y en 1843 fue nombrado gobernador y comandante en jefe de las islas. Aunque era popular, Moody no hizo nada duradero durante su mandato en las Malvinas.
Algo notable, fue cuando en 1843 decidió trasladar la capital de las islas desde Puerto Soledad al caserío de Port Jackson, denominándola Port Stanley. El cambio se realizó pues se consideraba que la bahía de Stanley tenía una mayor profundidad de anclaje para los buques. Para ello, Moody había decidido reclutar al capitán James Clark Ross y a Francis Moria Crozier para encontrar el sitio indicado.
El asentamiento fue comenzado a construir por los británicos en 1843, pasando a ser capital administrativa en 1845. Ese mismo año, se comenzó con la construcción de la casa del gobernador, abriendo en 1847.
Moody volvió a Inglaterra en 1849 y fue ascendido a capitán. Trabajó durante un tiempo con la Oficina Colonial, comandó Newcastle upon Tyne, donde se casó con Mary Hawks en 1852, y más tarde fue enviado a Malta, donde fue elevado al rango de teniente coronel. Él supervisó la restauración del Castillo de Edimburgo por parte de la Royal Engineers, ganándose una gran reputación en el ministerio.

## Columbia Británica
Poco después de su ascenso a coronel honorario en 1858, Moody fue puesto al mando del destacamento de Columbia de los ingenieros reales que se formó para ser colocado en la Columbia Británica. Fue nombrado Teniente Gobernador y el Comisionado de Tierras y Obras para la colonia. A su llegada contrató a Robert Burnaby como su secretario personal, y los dos se hicieron amigos íntimos.
Moody tenía la esperanza de obtener de inmediato a la obra de proyectar una ciudad capital, pero a su llegada a Fort Langley se enteró de un brote de violencia en el asentamiento de Bar Hill. Esto dio lugar a un incidente conocido popularmente como "La guerra de Ned McGowan", donde Moody se enfrentó a un grupo de mineros norteamericanos rebeldes, pero pronto la tarea de los Ingenieros se volvió hacia la preparación para un asentamiento en la zona.
Tras la promulgación de la Ley de anticipación del 1860, el Coronel Moody y sus ingenieros ayudaron al proceso de solución del Lower Mainland encuestando a los alrededores de la capital "Queenborough" (rebautizado New Westminster por la reina Victoria el 20 de julio de 1859). Moody había elegido el sitio, en la orilla norte del río Fraser, para su control estratégico de la desembocadura del río, siendo también un sitio adecuando como un puerto, pero también estaba impresionado por su belleza natural, escribiendo: "la entrada al Frazer llama poderosamente la atención - Extensas millas a la derecha y la izquierda son las tierras bajas pantanosas (aparentemente de cualidades muy ricos) y todavía vi el fondo de magníficas montañas suizas - a grandes rasgos, de maderas oscuras, que se elevan majestuosamente en las nubes con una sublimidad que le impresiona profundamente. Todo es grande y magnífico".
El acto de reemplazo por multitareas no especificó las condiciones para la distribución de la tierra, por lo que grandes parcelas fueron tomadas por los especuladores, incluyendo 1.517 hectáreas por el propio Moody. Fue duramente criticado por los periodistas como Amor de Cosmos por el acaparamiento de tierras y los conflictos de interés, haciendo que Moody se avergonzara en la venta de gran parte de sus tierras de los colonos.
Moody y los Ingenieros Reales también construyeron una extensa red de carreteras, incluyendo lo que se convertiría en Kingsway, conectando New Westminster con False Creek y North Road entre Port Moody y New Westminster. Como parte del esfuerzo en la topografía, varias extensiones fueron designadas "reservas del gobierno", que incluyeron Stanley Park como una reserva militar (una ubicación estratégica en caso de una invasión de Estados Unidos).
En 1860, la oficina colonial expresaba dudas con el costo de los contingentes, así como la sabiduría y la confianza de Moody con las responsabilidades civiles. El Destacamento de Columbia se disolvió en julio de 1863. Además de la familia Moody, sólo 22 hombres y 8 mujeres regresaron a Inglaterra, mientras que el resto, 130 pioneros, eligieron permanecer en Columbia Británica. Chartres Brew reemplazó a Moody como comisionado en tierra.

## Últimos años
Al regresar a Inglaterra, Moody pronto fue promovido al coronel del regimiento, y los Ingenieros Reales en Chatham fueron puestos bajo su mando. El 25 de enero de 1866 fue promovido mayor general y se retiró. Falleció en 1887.